# Wilchiwka (Charkiw)
Wilchiwka (ukrainisch Вільхівка; russisch Ольховка Olchowka) ist ein Dorf im Norden der ukrainischen Oblast Charkiw mit etwa 1200 Einwohnern.

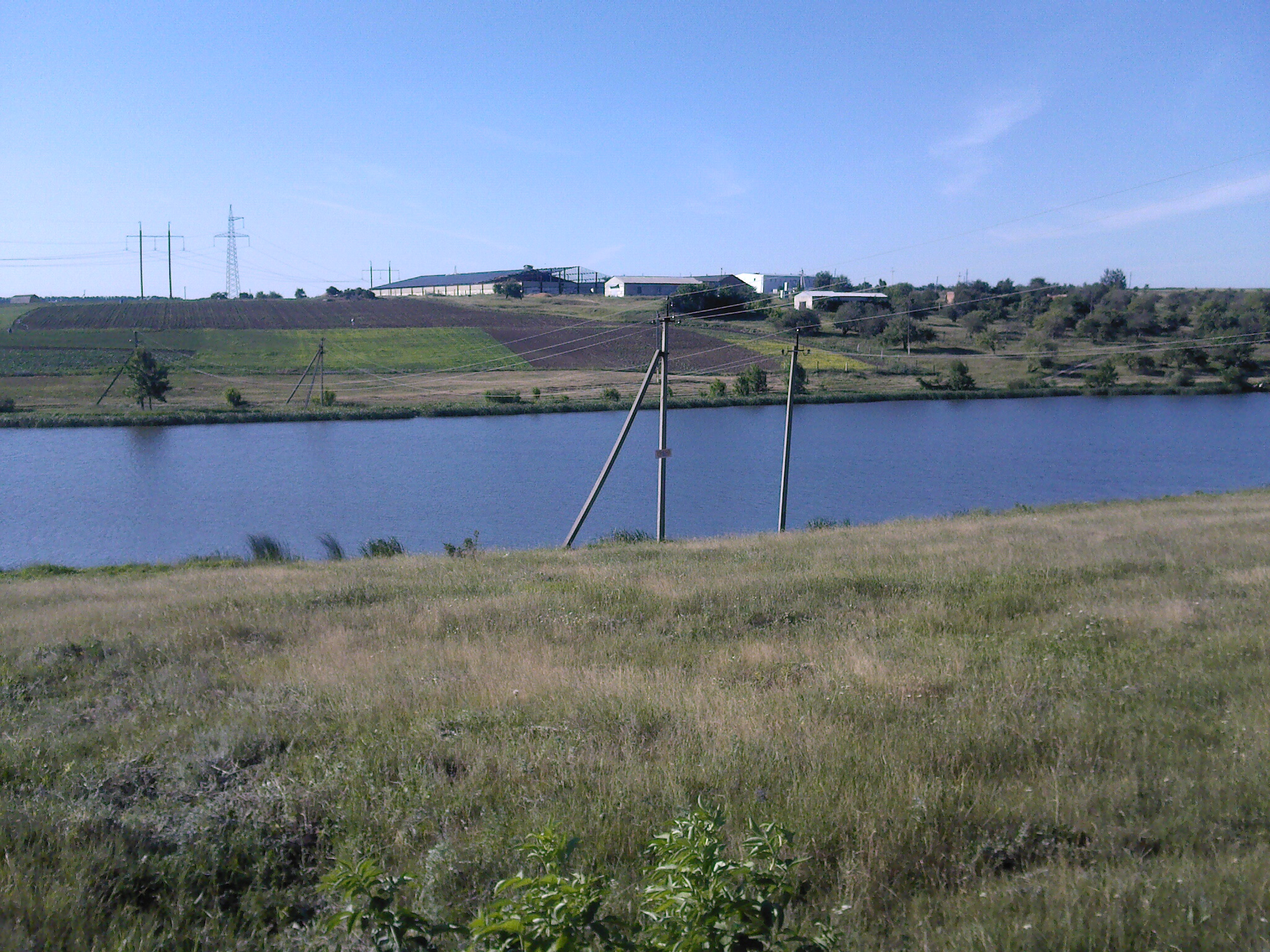
Blick auf den See beim Ort

Die Ortschaft wurde im 18. Jahrhundert zum ersten Mal schriftlich erwähnt und liegt am Ufer der Rohanka (Роганка), einem Nebenfluss des Udy etwa 20 km östlich von Charkiw entfernt.

## Verwaltungsgliederung
Am 12. Juni 2020 wurde das Dorf zum Zentrum der neugegründeten Landgemeinde Wilchiwka (Вільхівська сільська громада/Wilchiwska silska hromada). Zu dieser zählen auch die Siedlung städtischen Typs Kulynytschi, die 12 in der untenstehenden Tabelle aufgelistetenen Dörfer sowie die Ansiedlungen Jelitne, Kutusiwka, Momotowe, Peremoha, Prelesne, Sernowe und Slobidske, bis dahin bildete das Dorf zusammen mit den Dörfern Sorokiwka, Stepanky und Werchnja Rohanka die gleichnamige Landratsgemeinde Wilchiwka (Вільхівська сільська рада/Wilchiwska silska rada) im Osten des Rajons Charkiw.
Folgende Orte sind neben dem Hauptort Wilchiwka Teil der Gemeinde:
| Name                     | Name           | Name                                 |
| ukrainisch transkribiert | ukrainisch     | russisch                             |
| ------------------------ | -------------- | ------------------------------------ |
| Bajrak                   | Байрак         | Байрак (Bairak)                      |
| Biskwitne                | Бісквітне      | Бисквитное (Biskwitnoje)             |
| Blahodatne               | Благодатне     | Благодатное (Blagodatnoje)           |
| Bobriwka                 | Бобрівка       | Бобровка (Bobrowka)                  |
| Braschnyky               | Бражники       | Бражники (Braschniki)                |
| Jelitne                  | Елітне         | Элитное (Jelitnoje)                  |
| Koropy                   | Коропи         | Коропы                               |
| Kulynytschi              | Кулиничі       | Кулиничи (Kulinitschi)               |
| Kutusiwka                | Кутузівка      | Кутузовка (Kutusowka)                |
| Mala Rohan               | Мала Рогань    | Малая Рогань (Malaja Rogan)          |
| Momotowe                 | Момотове       | Момотово (Momotowo)                  |
| Peremoha                 | Перемога       | Перемога (Peremoga)                  |
| Prelesne                 | Прелесне       | Прелестное (Prelestnoje)             |
| Sajiky                   | Заїки          | Заики (Saiki)                        |
| Satyschschja             | Затишшя        | Затишье (Satischje)                  |
| Sernowe                  | Зернове        | Зерновое (Sernowoje)                 |
| Slobidske                | Слобідське     | Слободское (Slobodskoje)             |
| Sorokiwka                | Сороківка      | Сороковка (Sorokowka)                |
| Stepanky                 | Степанки       | Степанки (Stepanki)                  |
| Werchnja Rohanka         | Верхня Роганка | Верхняя Роганка (Werchnjaja Roganka) |